# Aril Edvardsen
Aril Edvardsen (ur. 15 listopada 1938, zm. 6 września 2008) – norweski pastor i ewangelista zielonoświątkowy. Lider ekumenicznej organizacji misyjnej Troens Bevis Verdens Evangelisering, którą założył w 1965 roku. Uważany jest za jedną z najbardziej wpływowych postaci chrześcijańskich ze Skandynawii.